# 王仲先
王仲先（？—901年1月22日），唐昭宗時宦官，任神策军右護軍中尉。
光化三年（900年）十一月，因为唐昭宗酒后砍杀宫女，王仲先聯合左軍中尉劉季述、樞密使王彥範、薛齊偓等人挾宰相崔胤等召百官署狀同意，以“廢昏立明”為由，發動宮廷政變，王仲先、劉季述在乞巧楼面对唐昭宗，用手杖在地上划，数落皇帝的罪责，说某月某日某事皇帝没有听他们的。之後將昭宗及何皇后鎖進少陽院，從牆穴傳送飲食，迎皇太子李𥙿監國，随之擁立太子繼位，以昭宗為太上皇。
崔胤联络左神策軍指揮使孫德昭，大年三十杀死了王仲先。带着他的头颅到了东宫门，大呼：“逆贼王仲先已斩首讫，请陛下出宫慰谕兵士。”宫人破门，皇帝与皇后方得出。天復元年（901年）正月初一，孫德昭有發兵打敗了劉季述，周承晦擒劉季述等，劉季述、王彥範為亂梃所斃，薛齊偓投井自殺，誅其黨二十餘人，昭宗重新復位，詔令太子重回東宮。